# Plauto Cruz

Plauto Cruz (São Jerônimo, 15 de novembro de 1929 — Porto Alegre, 28 de julho de 2017) foi um flautista e compositor brasileiro.

## Biografia
Filho do flautista José Alves da Cruz, mudou-se com a família para Porto Alegre em 1944. Plauto Cruz construiu sua primeira flauta a partir de lascas de taquara.
Aos 21 anos de idade, iniciou a carreira de músico profissional na Rádio Itaí, acompanhado pelo regional de Aldo Braga. Em 1956, transferiu-se para a Rádio Farroupilha, integrando o regional de Antoninho Maciel. Entre 1961 a 1964, trabalhou na Rádio Gaúcha com o regional do Paraná, atuando no programa Duque de Antenas. Na emissora, chegou a acompanhar a cantora Elis Regina e conheceu o violonista Jessé Silva, com quem gravaria diversas composições. Posteriormente, foi para Rádio Difusora, atuando no programa Hora do Bico. O último trabalho assalariado de Plauto Cruz no rádio foi na Rádio Clube Paranaense, de Curitiba, onde permaneceu por oito meses. No mesmo ano, retornou à Porto Alegre para atuar no programa Gente da Noite, de Túlio Piva, na Rádio Difusora. 
Em 1972, ao lado de Marco Aurélio Vasconcellos no violão e de um quarteto de cordas da Orquestra Sinfônica de Porto Alegre, sagrou-se vencedor da 1ª Vindima da Música Popular de Caxias do Sul, com a canção "Acalanto". No ano seguinte, novamente na companhia de Marco Aurélio, recebeu o prêmio de "Melhor Instrumentista" da Califórnia da Canção Nativa de Uruguaiana com a canção "Canto de Morte de Gaudêncio Sete Luas", vencedora do festival. 
Na década de 1970, morou em São Vicente, no litoral paulista, onde participou do regional “Lenha da Casa”, ao lado de Peri Cunha no bandolim, seu conterrâneo Jessé Silva no violão de sete cordas, Nelsinho do Cavaquinho, Antenor Senegaglia (violão de seis cordas), Arnaldo Loyo Bechelli (surdo), Ricardo Barros Bechelli (reco-reco) e Aguinaldo Loyo Bechelli (pandeiro). Com o grupo, obteve o segundo lugar no Festival Brasileirinho, da TV Bandeirantes em 1977, com o choro "Meu Pensamento". 
Plauto Cruz apresentava sua música em teatros e casas noturnas ao lado de grandes nomes da Música Popular Brasileira. Fez parte do espetáculo O Choro é Livre, ao lado do também flautista Altamiro Carrilho. Foi o arranjador da música "Maria Fumaça", da dupla Kleiton & Kledir, de 1980.
Nos anos 90, Plauto realizou uma série de apresentações em festivais nativistas do Rio Grande do Sul com o violonista Mário Barros, com quem gravou dois discos. Em 1996, apresentou-se em Buenos Aires como integrante do Grupo Lamento  e com Rubens Santos no espetáculo "Porto Alegre em Buenos Aires". 
Em 2001, atuou na Orquestra Sinfônica de Porto Alegre. Em 30 de setembro de 2002, foi atropelado em frente ao Teatro da OSPA, na Avenida Independência, o que acabou lhe ocasionando dificuldades motoras e o cancelamento de diversas atividades profissionais. Em 2010, encerrou definitivamente suas atividades noturnas, em virtude do agravamento da doença de Parkinson.
Faleceu em 28 de julho de 2017, aos 87 anos de idade, vítima de complicações causadas pela doença de Parkinson.
Em 2021 é inaugurada a Casa de Cultura Plauto Cruz em Porto Alegre, antiga sede do Fumproarte na avenida Venâncio Aires, homenageando o flautista. 

## Discografia

#### Álbuns de estúdio
| Ano  | Álbum                                     | Gravadora              |
| ---- | ----------------------------------------- | ---------------------- |
| 1978 | O Choro é Livre                           | ISAEC                  |
| 1980 | O Fino da Flauta                          | Bandeirantes Discos    |
| 1995 | Engenho & Arte (com Mário Barros)         | Gravadora independente |
| 1997 | Em Novos Tempos de Seresta                | MGM                    |
| 1998 | O Mago da Flauta                          | MGM                    |
| 1999 | Choros e Canções                          | Gravadora independente |
| 2003 | 26 Anos de Parceria (com João Pernambuco) | GNK                    |

### Álbuns split
| Ano  | Álbum          | Gravadora | Observação                                                    |
| ---- | -------------- | --------- | ------------------------------------------------------------- |
| 1978 | Nós os Chorões | Musicolor | Com Jessé Silva, Peri Cunha, Lúcio do Cavaquinho e Clea Ramos |

## Prêmios e indicações
Plauto Cruz foi premiado com várias honrarias e troféus, entre as quais a Medalha Simões Lopes Neto, concedida pelo Governo do Estado do Rio Grande do Sul; o título de Cidadão Emérito de Porto Alegre (1985), pela Câmara Municipal de Porto Alegre; e o título de Cidadão Porto-Alegrense, pela Prefeitura de Porto Alegre.